# Batalha de Tannenberg (1914)

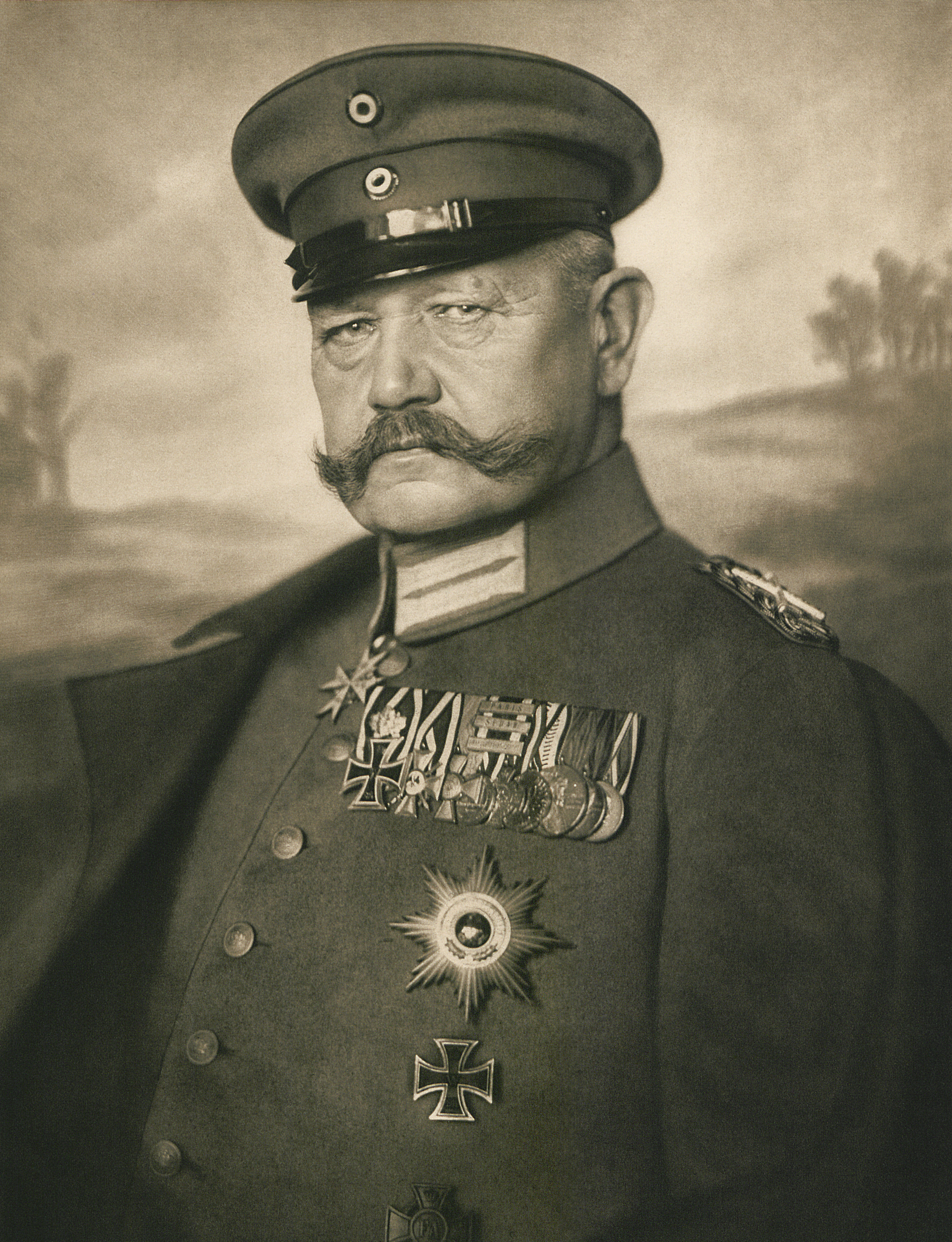
General de Infantaria Paul von Hindenburg.

A Batalha de Tannenberg foi um grande confronto militar travado durante a Primeira Guerra Mundial entre os exércitos alemão e russo, que ocorreu a zona sul de Allenstein (hoje, Olsztyn), Prússia Oriental, no período de 26 a 30 de agosto de 1914. O lado alemão, representado pelo 8º Exército, possuía 150 000 combatentes, enquanto o 2º Exército Russo contava com 230 000 homens. A batalha foi vencida pelas forças alemãs que cercaram e destruíram as forças russas invasoras no sul da Prússia Oriental.
Inicialmente foi chamada de "Batalha de Allenstein" pela mídia alemã, mas a pedido do General Hindenburg foi mais tarde renomeada, para fins de propaganda, como Batalha de Tannenberg. Na verdade, a cidade mais próxima da área principal da batalha não é Tannenberg (hoje Stębark), mas sim Hohenstein. Na historiografia alemã a Batalha de Tannenberg foi uma derrota dos Cavaleiros Teutônicos pela União Polaco-Lituana ocorrida em 1410.
A vitória alemã em Tannenberg debilitou o avanço russo no leste da Alemanha e deixou a situação da Rússia no fronte oriental extremamente precária.

## Preliminares Estratégicas
A Prússia Oriental exibia, pela sua situação geográfica como projeção territorial extensa e exposta para dentro do território russo, uma posição estratégica excepcionalmente vulnerável. Partindo do princípio de que a Rússia possuía uma infraestrutura operacional ruim, o Plano Schlieffen supunha que, em caso de declaração de guerra simultânea contra a França e a Rússia, a primeira conseguiria mobilizar suas forças com quatro semanas de antecedência em relação à última. O Alto Comando do Exército Alemão (Oberste Heeresleitung) posicionou sete exércitos na Frente Ocidental a fim de forçar uma vitória decisiva rápida contra a França. Durante a Crise de Julho, entretanto, a Rússia já havia iniciado uma mobilização parcial, e a situação mostrava-se diametralmente oposta: Quatro semanas antes do esperado, os exércitos russos já ameaçavam o território da Prússia Oriental. Essa província era defendida apenas pelo 8º Exército Alemão, numericamente inferior às forças russas, e mostrava-se, portanto, bastante ameaçada. Esse fato já era esperado pelo Estado-Maior Geral Russo em suas diretrizes pré-guerra. A fim de aliviar a pressão sobre seus aliados ocidentais, o Alto Comando Russo enviou dois exércitos contra a Prússia Oriental: o 1º Exército Russo (Exército do Niemen), sob o comando de Paul von Rennenkampf, começou a atacar pelo Leste, enquanto o 2º Exército Russo (Exército do Narew), sob ordens de Alexander Samsonow, iniciou ataque à Prússia Oriental vindo do Sul.

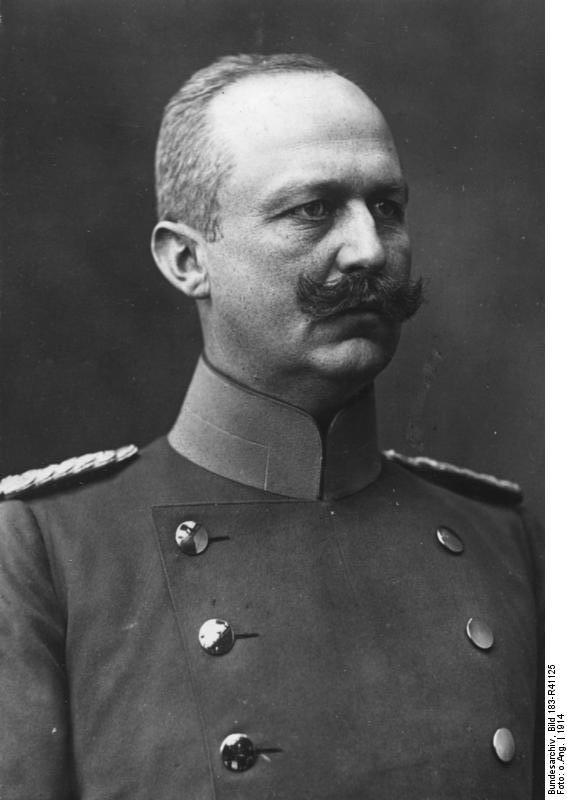
Major-General Erich Ludendorff - O Herói de Liège.

Durante os primeiros dias das operações, essa estratégia parecia funcionar. O 1º Exército Russo avançou sobre o território da Prússia Oriental e alcançou, após a batalha de Gumbinnen, no dia 19 de agosto, uma ruptura inicial. O Estado-Maior Geral Russo contava com o fato de que os alemães, que dispunham apenas de um exército na Prússia Oriental, recuariam para a retaguarda do Rio Vístula. Inicialmente, essa suposição parecia se concretizar: O comandante do 8º Exército, o Coronel-General von Prittwitz, estava receoso e sinalizou por telefone ao Alto Comando do Exército Alemão, instalado em Coblença, o recuo de seu exército para trás do Vístula. Isso correspondia realmente às diretrizes operacionais do Plano Schlieffen, entretanto, para o Chefe do Estado-Maior Geral Alemão, von Moltke, Prittwitz não estava mais à altura de responder pela situação.     
Na noite do dia 22 de agosto, e fora das expectativas de seu Estado-Maior, ele foi abruptamente deposto e colocado na reserva. Para sucedê-lo, nomeou-se o General de Infantaria Paul von Hindenburg, na época já na reserva, e, como seu Chefe de Estado-Maior, indicou-se o Major-General Erich Ludendorff. Ludendorff, que já se destacara na Frente Ocidental pela sua energia demonstrada durante a Batalha de Liège, foi trazido de automóvel da região em torno de Namur até Coblença para o Grande Quartel-General, aonde ele entrou por volta das 18:00 H. Um trem especial o levou dali para o Leste. Em Hannover, o General Hindenburg embarcou nesse trem. Ao meio-dia do dia seguinte, os dois Generais chegaram ao seu destino na Prússia Oriental: Marienburg..     
Para os dois Generais estava fora de questão uma desocupação voluntária e sem luta da província-mãe prussiana. O Alto Comando Russo, que permanecia sem consciência dessas mudanças, partia do princípio de que, depois que as tropas alemãs fugiram na Batalha de Gumbinnen, a Prússia Oriental seria evacuada. O 1º Exército Russo fora colocado a marchar até a cidade-alvo de Königsberg, a fim de prender o 8º Exército Alemão. O 2º Exército Russo deveria impedir o recuo do 8º Exército, "caindo em suas costas". Com isso, as unidades dos dois exércitos estavam se movimentando separadamente umas das outras no território e, praticamente, não podiam prestar qualquer ajuda entre si. Um outro motivo do isolamento espacial entre os dois exércitos russos era que havia entre suas regiões operacionais a área alagadiça e intransponível dos Lagos Masurianos.       

## Formações de Batalha

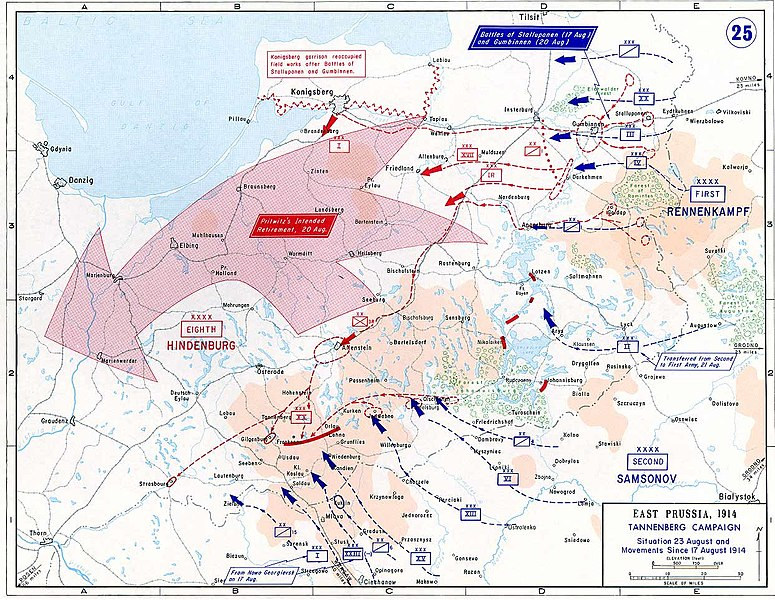
Movimentos iniciais após Stallupönen e Gumbinnen, 08/1914.

No dia 23 de agosto, por volta das 14:00 H, o sucessor de Prittwitz, o General de Infantaria von Hindenburg, e seu Chefe de Estado-Maior, o Major-General Ludendorff, reuniram-se em Marienburg. O 2º Exército Russo (Exército de Narew) estava penetrando no sul da Prússia Oriental, estendendo-se por uma faixa de largura de 60 Km entre Soldau, Neidenburg e Ortelsburg.
O General Ludendorff seguiu os planos de ataque já elaborados por Max Hoffmann, que previam que os dois exércitos russos seriam enfrentados separadamente um do outro. Com isso, a superioridade numérica dos russos seria equilibrada. O plano de Hoffmann previa que, inicialmente, seria atacado o 2º Exército Russo do General Alexander Samsonow. A escolha de atacar-se inicialmente esse exército, e não o 1º Exército Russo, estava fundamentada no fato de que, em caso de derrota do próprio 8º Exército Alemão, ficaria assegurada a possibilidade de seu recuo para Oeste através do Rio Vístula. Isso só poderia ser garantido se o campo de batalha não estivesse deslocado demais para o Leste. 

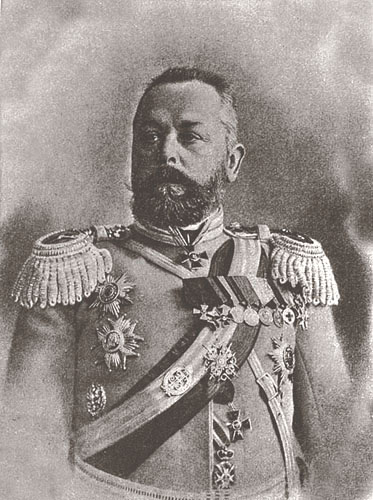
O Comandante do 2º Exército Russo: Alexander Samsonow.

Já antes da nomeação de Hindenburg, o I. Corpo de Exército do General Hermann von François havia sido despachado de Gumbinnen por via férrea para o Sul, concentrando-se a Oeste do eixo de formação do 2º Exército Russo. Depois de saber das posições e das ordens inimigas através de reconhecimento aéreo e captação de mensagens de rádio russas não-codificadas, o General Ludendorff ativou uma manobra geral de evacuação de todo o restante de seu exército. O 1º Exército Russo ficaria sob vigília de um pequeno "apêndice" composto de algumas Brigadas Landwehr e da 1ª Divisão de Cavalaria na região de Insterburg até Lötzen, e qualquer tipo de manobra ofensiva da parte delas ficaria suspenso. O XVII. Corpo de Exército do General August von Mackensen e o I. Corpo de Exército Reserva do General Otto von Below começaram a deixar suas posições e iniciaram marcha até o flanco direito do 2º Exército Russo que estava avançando na direção de Allenstein. 
A manobra alemã fora facilitada pelas estimativas equivocadas dos comandantes russos. O General Rennenkampff reagiu só três dias depois do reagrupamento das forças alemãs iniciado em 23 de Agosto com a retomada de sua própria ofensiva na direção de Königsberg. O comandante-geral do Front Noroeste Russo, o general Jakow Schlinski, interpretou de forma totalmente equivocada as manobras alemãs durante esse período: Tendo como certo o fato de que as unidades alemãs sob pressão do 1º Exército Russo estariam recuando na direção de Königsberg, ele não tomou nenhuma medida de precaução suplementar. Já a questão de que as tropas alemãs poderiam se voltar contra o 2º Exército ao Sul, ele jamais levou em consideração naquele momento.
Durante esses acontecimentos, o exército de Samsonov já havia completado 10 dias de marcha, pois, conforme ordens transmitidas pelo Estado-Maior do front e por razões de segurança, as tropas deveriam desembarcar dos vagões bem longe da divisa e seguir para a fronteira prussiana a pé. Entretanto, movimentaram-se para o território alemão apenas as unidades centrais (XIII., XV. e parte do XXIII. Corpos de Exército, sua 2ª Divisão de Infantaria) e a ala direita (VI. Corpo de Exército). Na ala esquerda, e sob ordens de Schilinski, o I. Corpo de Exército e a 3ª Divisão de Guarda do XXIII. Corpo de Exército deveria parar na fronteira para cobrir o flanco. Além disso, Schilinski, persuadido pelo próprio Samsonov, ordenou o avanço forçado e rápido do 2º Exército, fato que provocou a separação completa entre as unidades centrais e as do flanco oeste. Com isso, ocorreu o isolamento de cerca de um quarto das forças russas do restante das unidades que entrariam em combate efetivo.   
Já no dia 22 de agosto, a ala direita do 8º Exército, formada pelo XX. Corpo de Exército, sob comando do General de artilharia von Scholtz, havia recuado da linha Usdau-Neidenburg para Noroeste devido à superioridade imposta pelos XIII. e XV. Corpos de Exército Russos. Na tarde do dia 23 de agosto, ocorreram entre Lahna e Orlau as primeiras lutas entre a 37ª Divisão e a ponta de lança dos Corpos Russos. Para dar apoio ao XX. Corpo de Exército Alemão, a 3ª Divisão-Reserva, sob comando do General von Morgen, fora transportada para seu flanco esquerdo vinda de Allenstein chegando até Hohenstein. Scholtz recebeu no dia seguinte a instrução de formar uma nova linha de defesa entre Gilgenburg e Tannenberg e que esperasse até que o avanço das tropas do I. Corpo-Reserva e do XVII. Corpo de Exército nas costas do inimigo se tornasse efetivo. Na ala direita do 8º Exército Alemão, o I. Corpo de Exército do General von François, após longa viagem por via férrea passando por Deutsch-Eylau, por fim se posicionou ali, sem que as manobras de reconhecimento do I. Corpo de Exército Russo percebessem o que estava acontecendo na sua frente até a noite do dia 25.

## O Transcurso da Batalha
Em 26 de agosto iniciou-se a ofensiva do I. Corpo de Exército alemão, sendo que o General von François deveria conquistar Seeben e Usdau. O XX. Corpo de Exército deveria apoiar a ofensiva com sua ala direita. O General von Scholtz ordenou que a 41ª Divisão do Major-General Sontag atacasse a linha entre Ganshorn e Groß Gardinien. A 37ª Divisão participaria dessa ofensiva pelo lado esquerdo. A 1ª Divisão do Tenente-General von Conta alcançou Tautschken por volta das 08h00. Por volta das 10h00, a 2ª Divisão do Tenente-General von Falk estava na frente de Groß Koschlau. À tarde, a 2ª Divisão já estava a Leste de Grallau, enquanto que a 1ª Divisão localizava-se entre a linha formada por Meischlitz e Groß-Grieben. O General von François não ordenou que a ofensiva sobre Usdau continuasse naquele dia. Ele deu como explicação para isso o fato de que a sua artilharia não estava próxima o suficiente das posições de combate e que, portanto, não conseguiria responder a uma contraofensiva iniciada precocemente pelo inimigo. Como consequência disso, as tropas russas do centro, sem perceber o perigo que ameaçava sua ala esquerda, e conforme ordens do Estado-Maior de Front, avançaram ainda mais em direção do interior das terras prussianas. 
O General Samsonov, então, ordenou o ataque de suas forças centrais, o XV. e XXXIII. Corpos dos Generais Klujew e Kondratowitsch, sobre a cidade de Neidenburg. O I. Corpo de Exército do General de Infantaria Artamonov deveria cobrir o seu flanco esquerdo perto de Mlawa. O XIII. Corpo de Exército Russo do General Martos se desviou na direção de Allenstein e ocupou a cidade sem haver luta. 
O VI. Corpo de Exército Russo do General Blagoweschtschenskij deveria marchar para o Norte e combater as tropas alemãs ali atocaiadas conquistando Passenheim. Todavia, os acontecimentos nessa frente se tornariam trágicos para os russos: O VI. Corpo de Exército, a unidade mais a Leste do 2º Exército Russo, havia penetrado na região de Bischofsburg. Entretanto, segundo ordens de Samsonov, apenas as unidades centrais marcharam para o Norte, e Blagoweschtschenskij não estava preparado para enfrentar um inimigo numericamente superior. Nesse momento, ele se viu encurralado entre Lautern e Groß-Bössau por dois Corpos de Exército Alemães: Os Corpos de Exército de von Mackensen (35ª e 36ª Divisões) e de Below (1ª e 36ª Divisões de Reserva), os quais, após a manobra de evacuação de Gumbinnen a Nordeste, entraram diretamente na batalha nesse ponto. Foi possível, então, para esses dois chefes militares alemães explorarem sua superioridade numérica local de dois pra um, forçando o Corpo Russo a uma retirada desesperada. 
No dia 27 de agosto, o General von François, após receber uma visita pessoal de Ludendorff, também retomou a Ofensiva sobre Usdau. O flanco esquerdo do I. Corpo de Exército Alemão era formado pela 2ª Divisão. Ela atacou passando por Sudoeste até Usdau. O flanco direito era formado pela 1ª Divisão. Ela atacou Usdau vinda do Noroeste e do Oeste. Uma outra Subunidade sob o comando do Tenente-General von Schmettau deveria apoiar a ofensiva passando por Bergling. Devido à superioridade de material, o I. Corpo de Exército Alemão rompeu as defesas despreparadas do I. Corpo de Exército Russo, que iniciou o recuo na direção Sul. Até o fim da tarde, a 1ª Divisão continuou atacando até os limites da cidade de Soldau. Já a 2ª Divisão alcançou Neidenburg e iniciou, passando pelo Sul, o cerco das unidades centrais russas. 
Ludendorff ficou até mesmo surpreso com o rápido sucesso da ala direita de seu front ofensivo. Agora, ele já via a possibilidade de fechar o cerco em torno do 2º Exército Russo. Contudo, por razões de segurança, ele se conteve, porque as unidades centrais das forças de Samsonow estavam agora exercendo uma pressão muito forte sobre as linhas de defesa do Corpo de Exército de Scholtz em Allenstein e, com isso, havia o perigo de que as linhas de centro alemãs pudessem ser rompidas. Assim sendo, o I. Corpo-Reserva foi movido para a direita para, juntamente com a 1ª Divisão Landwehr de Goltz em Allenstein, reforçar as linhas centro-alemãs de Scholtz. Além disso, Ludendorff ordenou que a 3ª Divisão-Reserva do General von Morgen, situada na ala esquerda do Corpo de Scholtz, atacasse para o Leste para, juntamente com a 37ª Divisão do Tenente-General von Staabs, conter o grosso das forças russas do XIII. e XV. Corpos na cidade de Hohenstein. Ao mesmo tempo, a 41ª Divisão do XX. Corpo de Exército, situada em sua ala direita, tentou, através da Ofensiva sobre Waplitz, bloquear o recuo iniciado pelo XV. Corpo Russo em Neidenburg. Entretanto, a 41ª Divisão sofreu ali pesadas baixas.        
Nesse momento, o Corpo de Exército de Mackensen (XVII.) começou a forçar o início do cerco pelo Leste na região a Oeste de Ortelsburg. Já a ala esquerda do General von François também recebeu ordens de Ludendorff para parar sua ofensiva e destacar tropas para reforçar as linhas de centro. Entretanto, von François se negou a obedecer essas ordens e as ignorou sem quaisquer comentários.
No dia 28 de agosto, partes da 1ª Divisão (o Destacamento de Cavalaria de Schmettow) conseguiram se unir com a ponta de lança da 35ª Divisão do XVII. Corpo de Exército de Mackensen a Oeste de Willenberg. Com isso, o 2º Exército Russo, que, na verdade, deveria impedir a suposta fuga do 8º Exército Alemão, estava ele próprio completamente cercado.
Com isso, os russos estavam isolados de suas linha de abastecimento, e a notícia de que unidades alemãs bloquearam os caminhos de recuo se espalharam entre os soldados do Czar como um rastilho de pólvora. A essa perturbação se somou o fato de que as unidades russas ainda livres que tentaram romper o cerco se desintegraram diante das forças alemãs do cerco, e Samsonow não conseguiu mais restabelecer a ligação com suas tropas. Na verdade, unidades menores tentaram romper o cerco por conta própria, de modo que uns 10.000 homens conseguiram escapar através da tênue linha de cerco formada pelas forças alemãs. Entretanto, o grosso de exército se rendeu desorganizado e desmoralizado. Para muitos soldados russos ficou o sentimento de terem sido traídos pelos seus chefes militares. 
Entretanto, no dia 30 de agosto, chegou, não só para o Alto Comando do Exército (AOK), como também para o General von François, o comunicado de que o I. Corpo de Exército Russo estava marchando de novo para o Norte vindo de Mlawa e estava localizado a cerca de 6 km de Neidenburg na tentativa de libertar seu exército encarcerado. Na realidade, o AOK colocou todas as tropas disponíveis em marcha, mas elas só conseguiriam chegar a tempo no dia 31 de agosto. A situação fora contornada com maestria pelo General von François: ele lançou no Sul de Neidenburg todos os soldados disponíveis contra o inimigo (os Grupamentos de Schlimm e von Mühlmann) num ataque frontal e sem comprometer a força das unidades de cerco ao Norte. Com isso, a tropas russas de salvamento recuaram. O Comandante Russo, o General Samsonow, suicidou com um tiro. O local está marcado até hoje pela Lápide de Samsonow.

## Consequências da Batalha
Após 5 dias de combate, a batalha de Tannenberg teve fim, sendo um sucesso absoluto para o lado germânico. Fora considerada uma das maiores vitórias militares de todos os tempos e vem sido estudada em escolas superiores militares desde então. Ainda assim, o seu real efeito nos esforços de guerra pouco se fez presente. O resultado a longo prazo dessa vitória se deu mais a nível de prestigio político-militar para Paul von Hindenburg e Erich Ludendorff, que foram elevados a um status de semideuses pelos alemães.